# Amblyolpium dollfusi
Amblyolpium dollfusi är en spindeldjursart som beskrevs av Simon 1898. Amblyolpium dollfusi ingår i släktet Amblyolpium och familjen Garypinidae. Inga underarter finns listade i Catalogue of Life.